# Villaines-la-Juhel
Villaines-la-Juhel ist eine französische Gemeinde mit 2682 Einwohnern (Stand 1. Januar 2022) im Département Mayenne in der Region Pays de la Loire; sie gehört zum Arrondissement Mayenne und zum Kanton Villaines-la-Juhel. Sie ist eine mit dem Regionalen Naturpark Normandie-Maine assoziierte Zugangsgemeinde.

## Geschichte
Im Mittelalter errichteten die Herren von Mayenne auf einem Hügel eine Burg, um die sich der Ort entwickelte. Aigilbert, Bischof von Le Mans, gab 692 dem Kloster Sainte-Marie die Hälfte der Einkünfte von Villaines und anderen Orten. 892 ist Villaines unter dem Namen Vilhena bezeugt.
1140 gab Mathilde von England Villaines dem Ritter Juhel II. von Mayenne; der Ort nahm dessen Namen an. Zu dieser Zeit wurde eine Burg gebaut, von der heute nur noch die Fundamente des Donjon stehen. Die Familie Champagné besaß den Ort bis zur Revolution.
| Bevölkerungsentwicklung | Bevölkerungsentwicklung | Bevölkerungsentwicklung | Bevölkerungsentwicklung | Bevölkerungsentwicklung | Bevölkerungsentwicklung | Bevölkerungsentwicklung | Bevölkerungsentwicklung | Bevölkerungsentwicklung |
| Jahr                    | 1962                    | 1968                    | 1975                    | 1982                    | 1990                    | 1999                    | 2009                    | 2019                    |
| ----------------------- | ----------------------- | ----------------------- | ----------------------- | ----------------------- | ----------------------- | ----------------------- | ----------------------- | ----------------------- |
| Einwohner               | 2037                    | 2321                    | 2732                    | 3081                    | 3171                    | 3179                    | 3084                    | 2738                    |

## Sehenswürdigkeiten
- Festung im Ortsteil Courtœuvre, zwei Kilometer von Villaines entfernt (15. Jahrhundert)
- Rue du Château, eine Burg aus dem 12. Jahrhundert, von der nur noch die Fundamente des rechteckigen Donjons existieren
- Turm der ehemaligen Kirche Saint-Georges (12. Jahrhundert), Rest der alten Pfarrkirche (1963 abgerissen)
- La Motte de la rue Saint-Nicolas, Standort einer Motte
- La Vaucelle, Standort eines befestigten Hauses aus dem Mittelalter
- Schloss Le Grand Coudray, im Süden der Gemeinde, 1904 anstelle einer alten Burg der Familie la Haie und später der Familie Champagné erbaut; das alte Schloss wurde nach der Revolution abgerissen

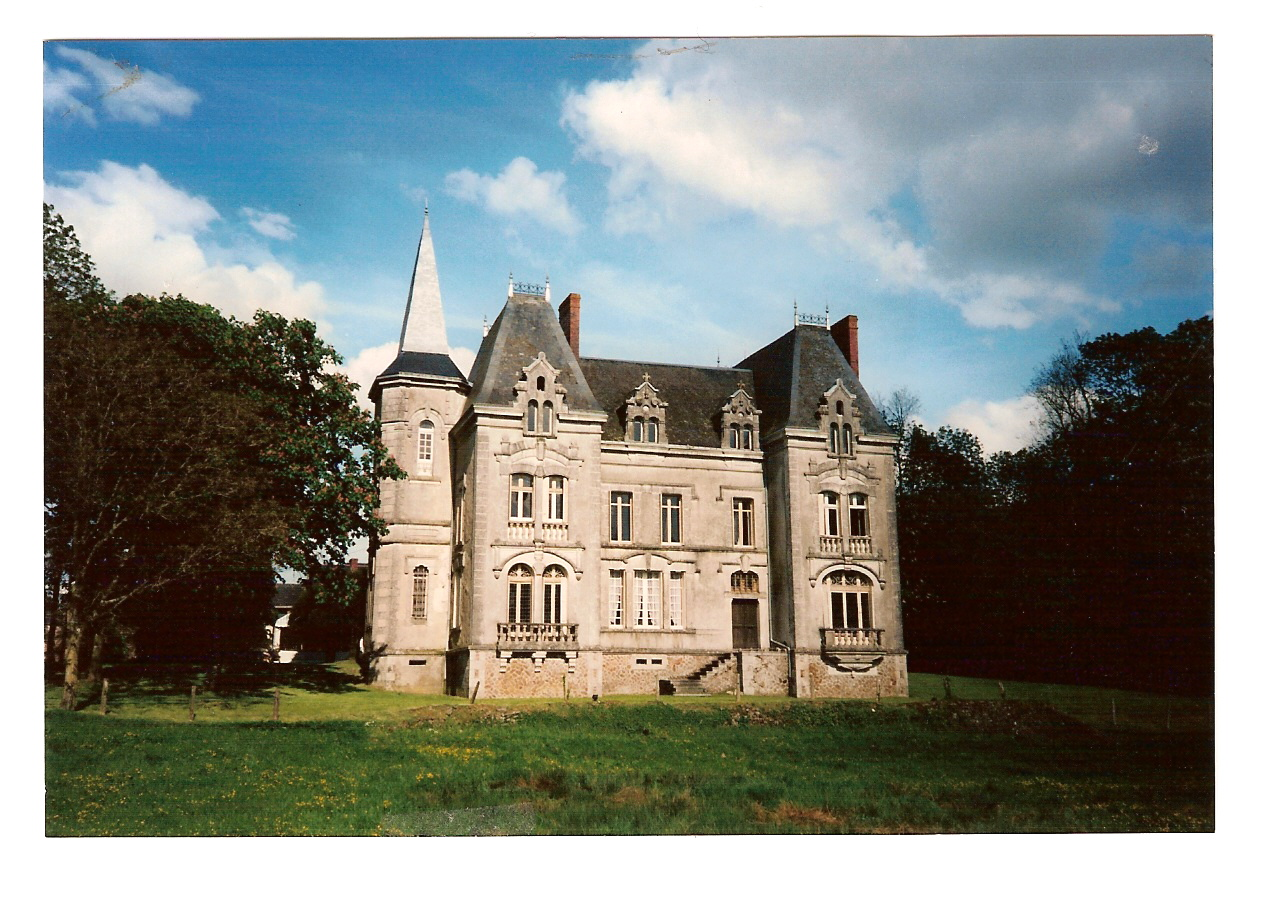
Schloss Le Grand Coudray
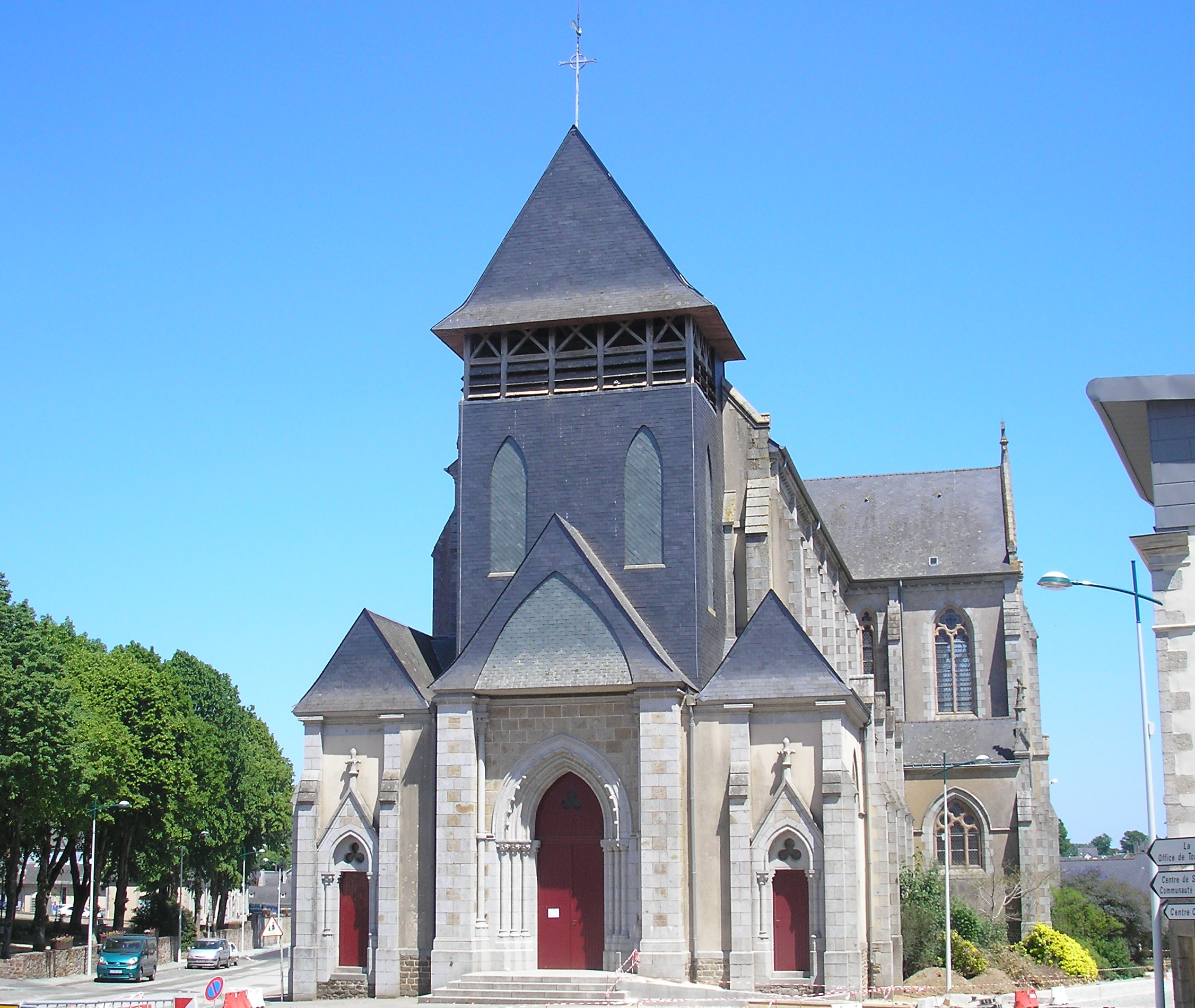
Heutige Kirche Saint-Georges
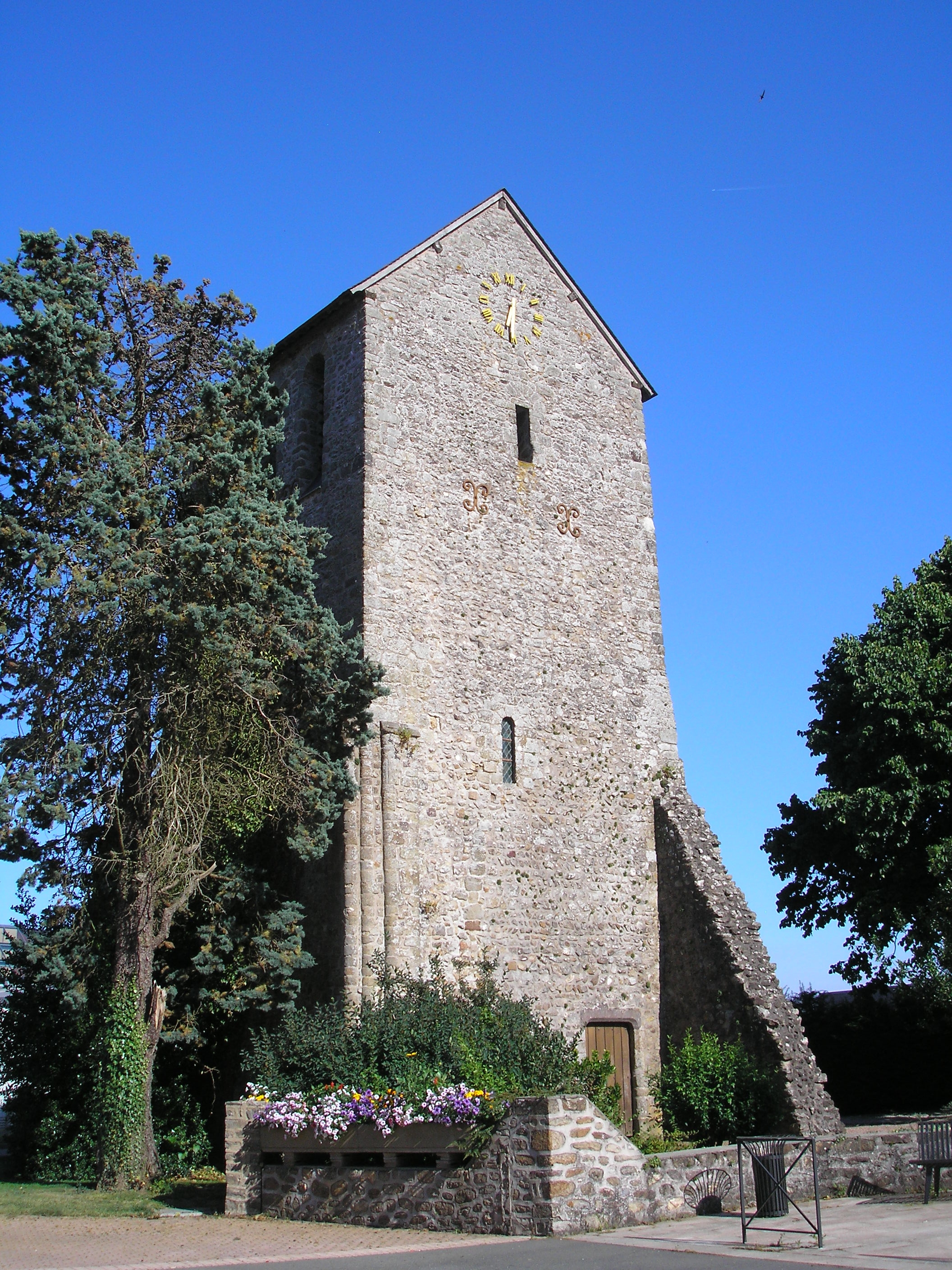
Turm der ehemaligen Kirche Saint-Georges
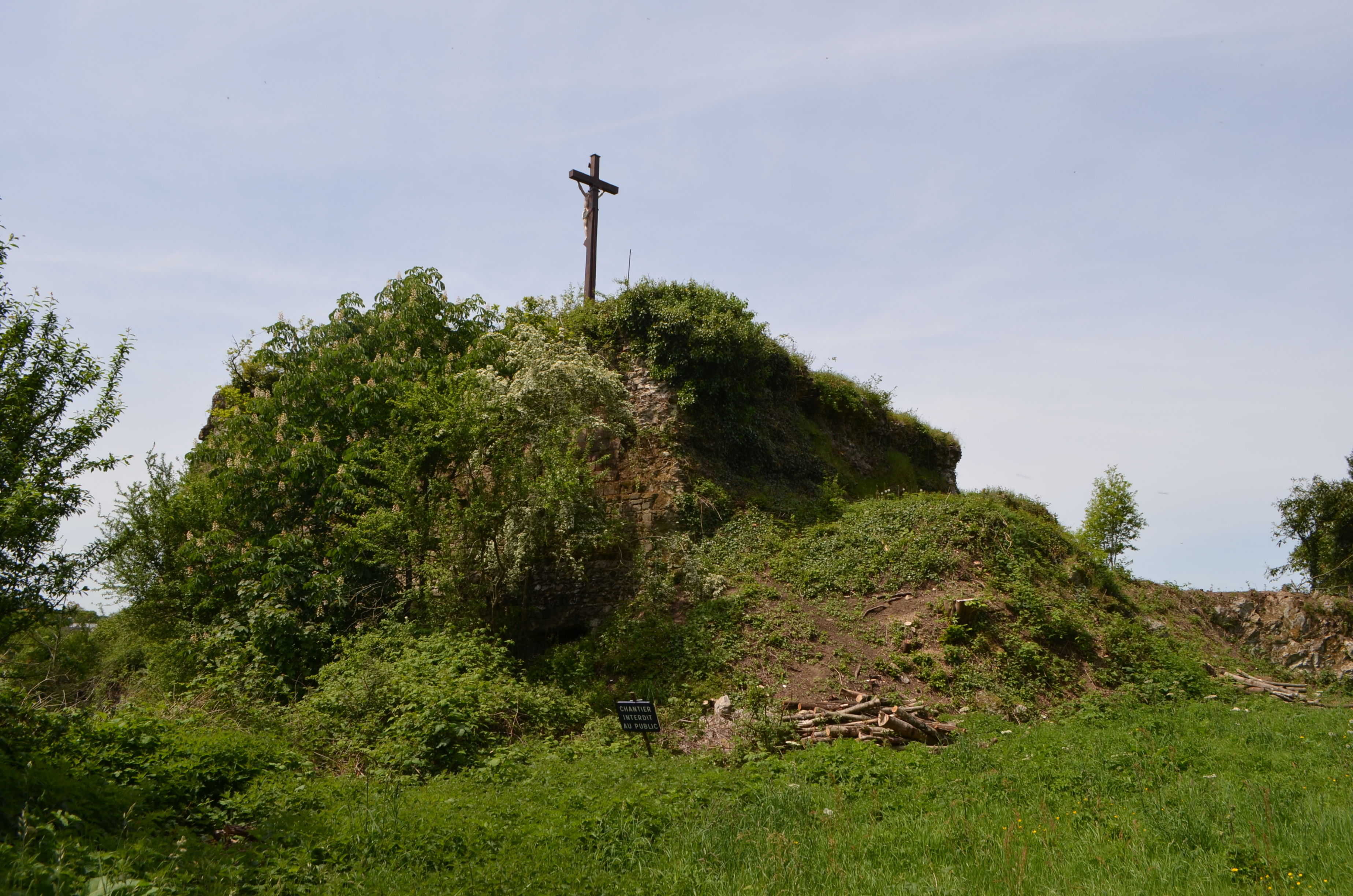
Reste des Donjons aus dem 12. Jahrhundert

## Persönlichkeiten
- Robert Buron (1910–1973), Politiker
- Madeleine Grey (1896–1979), Sängerin
- François Servenière (* 1962), Komponist

## Städtepartnerschaft
- Bad Liebenzell, Deutschland, seit 1993